# Augusta di Baviera
Augusta di Baviera, duchessa di Leuchtenberg, viceregina d'Italia (in tedesco: Augusta Amalia Ludovika Georgia von Bayern; Strasburgo, 21 giugno 1788 – Monaco di Baviera, 13 maggio 1851), nata principessa di Baviera, era figlia secondogenita del re Massimiliano I di Baviera e della sua prima moglie Augusta Guglielmina d'Assia-Darmstadt. Fu Duchessa di Leuchtenberg e Vice regina d'Italia come consorte del viceré Eugenio di Beauharnais, figliastro di Napoleone Bonaparte.

## Biografia
Nel 1805, Augusta era promessa sposa di Carlo di Baden, nipote ed erede del principe elettore Carlo I. Il matrimonio non avrà luogo, perché Napoleone organizzò un doppio matrimonio: quello di Eugène de Beauharnais, suo figlio adottivo, con la principessa, e quello del principe di Baden con Stephanie de Beauharnais, cugina di Eugenio. Augusta veniva così elevata alla dignità di principessa imperiale, mentre in compenso la Baviera divenne un regno.
Quindi il 14 gennaio 1806 a Monaco, Augusta sposò Eugenio di Beauharnais, figlio del visconte Alexandre de Beauharnais, ufficiale dell'esercito regio francese, e della creola Joséphine de Tascher, più conosciuta come Giuseppina di Beauharnais, poi sposa di Napoleone Bonaparte.
Il matrimonio di Augusta e Eugène si rivelerà molto felice. Dopo le nozze la coppia partì per Milano, perché Eugenio era stato nominato da Napoleone viceré del Regno d'Italia. Benché Milano fosse la capitale del regno, la coppia amava risiedere nella Villa Reale di Monza, e la città beneficiò di notevoli migliorie. Intorno alla villa furono effettuati molti lavori, fra cui un importante viale alberato lungo l'asse centrale, e dei boschetti e una piazza, in direzione di Milano, che fu chiamata piazza Augusta Amalia in onore alla Vice regina. 
Durante il suo soggiorno a Monza Augusta Amalia amava abitare nella Villa Mirabellino donatale dal marito in occasione delle nozze nel 1806.
```

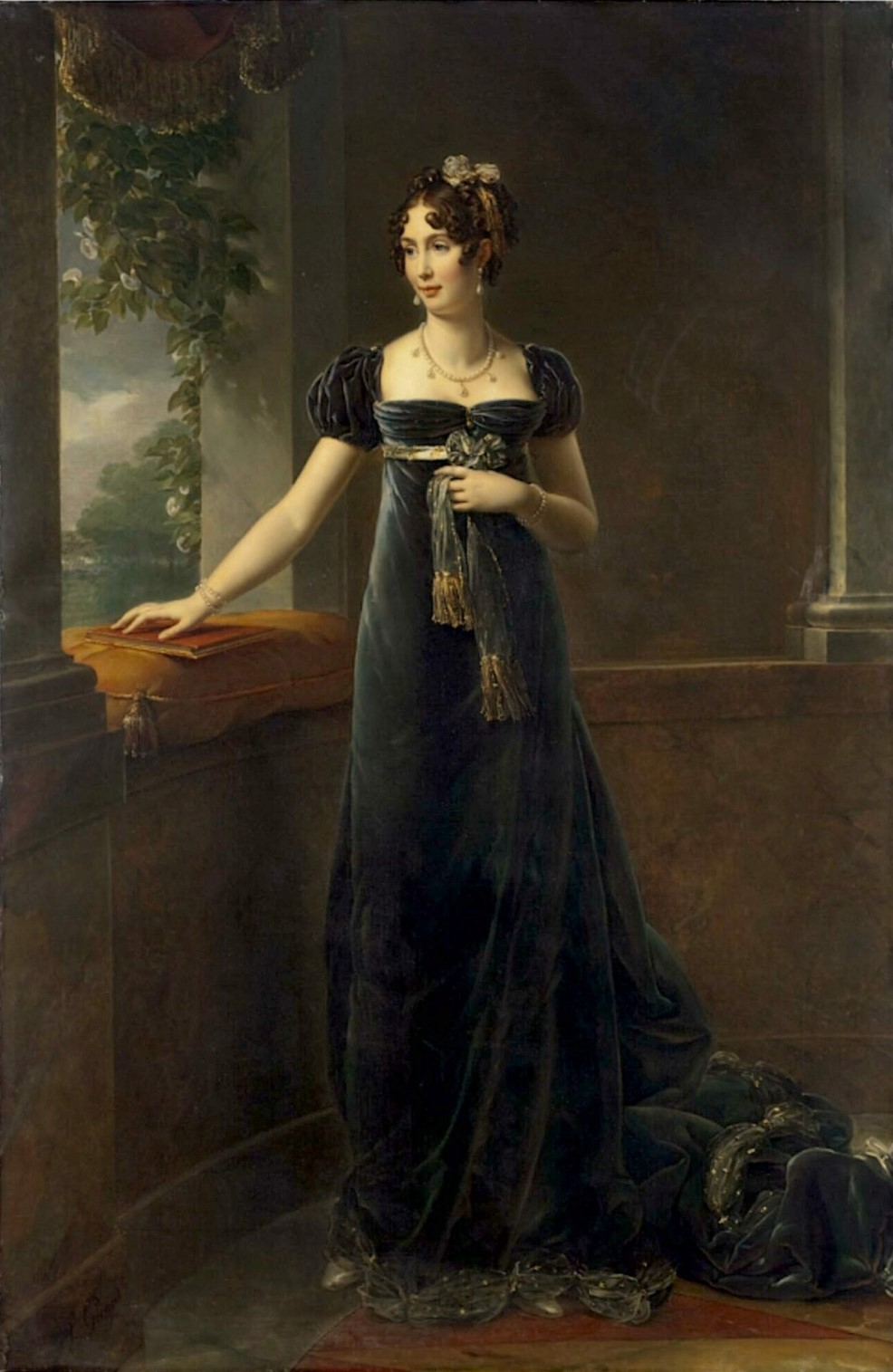
Augusta Amalia Ludovica di Baviera ritratto del 1810.

Altro soggiorno frequente era nella 
Villa Pisani di Stra
 a 
Venezia
, donata alla coppia da Napoleone e da loro ristrutturata. La vicinanza ad Abano di Villa Pisani permetteva alla duchessa di fruire delle cure termali.
```

Nel 1814, l'Impero francese crollava. Eugène, Augusta e i loro figli si rifugiarono dal re di Baviera. Eugène venne nominato Duca di Leuchtenberg e principe di Eichstätt nel 1817, con il titolo di "Altezza Reale". Morì prematuramente nel 1824.
Augusta morì nel 1851 all'età di 63 anni. In quel momento, il presidente francese era il nipote della duchessa di Leuchtenberg: Luigi Napoleone Bonaparte.

## Discendenza
Augusta ed Eugenio ebbero sette figli:
- Giuseppina, nata nel 1807 e morta nel 1876, futura regina di Svezia e Norvegia come consorte di Oscar I di Svezia;
- Eugenia, nata nel 1808 e morta nel 1847, futura principessa di Hohenzollern-Hechingen, come consorte di Federico Guglielmo Costantino, principe ereditario di Hohenzollern-Hechingen;
- Augusto, nato nel 1810 e morto nel 1835, duca di Leuchtenberg e futuro principe del Portogallo come consorte di Maria II del Portogallo, figlia dell'imperatore Pietro I del Brasile;
- Amelia, nata nel 1812 e morta nel 1873, futura imperatrice del Brasile come consorte di Pietro I del Brasile;
- Teodolinda, nata nel 1814 e morta nel 1857, futura contessa di Württemberg e duchessa d'Urach come consorte di Guglielmo, conte del Württemberg poi duca d'Urach (1810-1869);
- Carolina Clotilde, nata e morta nel 1816;
- Massimiliano, nato nel 1817 e morto nel 1852, duca di Leuchtenberg e futuro principe Romanowsky di Russia con il titolo di "Altezza Imperiale", come consorte di Granduchessa Marija Nikolaevna di Russia, figlia dello zar Nicola I di Russia.

## Ascendenza
|                                                        |                              |                                                                       | Genitori                                     |  |  | Nonni |  |  | Bisnonni                                 |  |  | Trisnonni                                          |  |
|                                                        |                              |                                                                       |                                              |  |  |       |  |  | Cristiano III del Palatinato-Zweibrücken |  |  | Cristiano II del Palatinato-Zweibrücken-Birkenfeld |  |
|                                                        |                              |                                                                       |                                              |  |  |       |  |  | Cristiano III del Palatinato-Zweibrücken |  |  | Cristiano II del Palatinato-Zweibrücken-Birkenfeld |  |
|                                                        |                              | Caterina Agata di Rappoltstein                                        |                                              |  |  |       |  |  | Cristiano III del Palatinato-Zweibrücken |  |  |                                                    |  |
| Federico Michele di Zweibrücken-Birkenfeld             |                              |                                                                       |                                              |  |  |       |  |  | Cristiano III del Palatinato-Zweibrücken |  |  |                                                    |  |
|                                                        |                              | Carolina di Nassau-Saarbrücken                                        | Luigi Cratone di Nassau-Saarbrücken          |  |  |       |  |  |                                          |  |  |                                                    |  |
|                                                        |                              | Carolina di Nassau-Saarbrücken                                        | Luigi Cratone di Nassau-Saarbrücken          |  |  |       |  |  |                                          |  |  |                                                    |  |
|                                                        |                              | Carolina di Nassau-Saarbrücken                                        | Enrichetta Filippina di Hohenlohe-Langenburg |  |  |       |  |  |                                          |  |  |                                                    |  |
| Massimiliano I Giuseppe di Baviera                     |                              | Carolina di Nassau-Saarbrücken                                        |                                              |  |  |       |  |  |                                          |  |  |                                                    |  |
|                                                        |                              | Giuseppe Carlo del Palatinato-Sulzbach                                | Teodoro Eustachio del Palatinato-Sulzbach    |  |  |       |  |  |                                          |  |  |                                                    |  |
|                                                        |                              | Giuseppe Carlo del Palatinato-Sulzbach                                | Teodoro Eustachio del Palatinato-Sulzbach    |  |  |       |  |  |                                          |  |  |                                                    |  |
|                                                        |                              | Giuseppe Carlo del Palatinato-Sulzbach                                | Maria Eleonora d'Assia-Rotenburg             |  |  |       |  |  |                                          |  |  |                                                    |  |
| Maria Francesca del Palatinato-Sulzbach                |                              | Giuseppe Carlo del Palatinato-Sulzbach                                |                                              |  |  |       |  |  |                                          |  |  |                                                    |  |
|                                                        |                              | Elisabetta Augusta Sofia del Palatinato-Neuburg                       | Carlo III Filippo del Palatinato             |  |  |       |  |  |                                          |  |  |                                                    |  |
|                                                        |                              | Elisabetta Augusta Sofia del Palatinato-Neuburg                       | Carlo III Filippo del Palatinato             |  |  |       |  |  |                                          |  |  |                                                    |  |
|                                                        |                              | Elisabetta Augusta Sofia del Palatinato-Neuburg                       | Ludwika Karolina Radziwiłł                   |  |  |       |  |  |                                          |  |  |                                                    |  |
| Augusta di Baviera                                     |                              | Elisabetta Augusta Sofia del Palatinato-Neuburg                       |                                              |  |  |       |  |  |                                          |  |  |                                                    |  |
|                                                        | Luigi VIII d'Assia-Darmstadt | Ernesto Luigi d'Assia-Darmstadt                                       |                                              |  |  |       |  |  |                                          |  |  |                                                    |  |
|                                                        | Luigi VIII d'Assia-Darmstadt | Ernesto Luigi d'Assia-Darmstadt                                       |                                              |  |  |       |  |  |                                          |  |  |                                                    |  |
|                                                        | Luigi VIII d'Assia-Darmstadt | Dorotea Carlotta di Brandeburgo-Ansbach                               |                                              |  |  |       |  |  |                                          |  |  |                                                    |  |
| Giorgio Guglielmo d'Assia-Darmstadt                    | Luigi VIII d'Assia-Darmstadt |                                                                       |                                              |  |  |       |  |  |                                          |  |  |                                                    |  |
|                                                        |                              | Carlotta di Hanau-Lichtenberg                                         | Giovanni Reinardo III di Hanau-Lichtenberg   |  |  |       |  |  |                                          |  |  |                                                    |  |
|                                                        |                              | Carlotta di Hanau-Lichtenberg                                         | Giovanni Reinardo III di Hanau-Lichtenberg   |  |  |       |  |  |                                          |  |  |                                                    |  |
|                                                        |                              | Carlotta di Hanau-Lichtenberg                                         | Dorotea Federica di Brandeburgo-Ansbach      |  |  |       |  |  |                                          |  |  |                                                    |  |
| Augusta Guglielmina d'Assia-Darmstadt                  |                              | Carlotta di Hanau-Lichtenberg                                         |                                              |  |  |       |  |  |                                          |  |  |                                                    |  |
|                                                        |                              | Cristiano Carlo Reinardo di Leiningen-Dachsburg-Falkenburg-Heidesheim | Giovanni di Leiningen-Dagsburg-Falkenburg    |  |  |       |  |  |                                          |  |  |                                                    |  |
|                                                        |                              | Cristiano Carlo Reinardo di Leiningen-Dachsburg-Falkenburg-Heidesheim | Giovanni di Leiningen-Dagsburg-Falkenburg    |  |  |       |  |  |                                          |  |  |                                                    |  |
|                                                        |                              | Cristiano Carlo Reinardo di Leiningen-Dachsburg-Falkenburg-Heidesheim | Giovanna Maddalena di Hanau-Lichtenberg      |  |  |       |  |  |                                          |  |  |                                                    |  |
| Maria Luisa Albertina di Leiningen-Dagsburg-Falkenburg |                              | Cristiano Carlo Reinardo di Leiningen-Dachsburg-Falkenburg-Heidesheim |                                              |  |  |       |  |  |                                          |  |  |                                                    |  |
|                                                        |                              | Caterina Polissena di Solms-Rödelheim                                 | Luigi di Solms-Rödelheim                     |  |  |       |  |  |                                          |  |  |                                                    |  |
|                                                        |                              | Caterina Polissena di Solms-Rödelheim                                 | Luigi di Solms-Rödelheim                     |  |  |       |  |  |                                          |  |  |                                                    |  |
|                                                        |                              | Caterina Polissena di Solms-Rödelheim                                 | Carlotta Sibilla di Ahlefeld                 |  |  |       |  |  |                                          |  |  |                                                    |  |
|                                                        |                              | Caterina Polissena di Solms-Rödelheim                                 |                                              |  |  |       |  |  |                                          |  |  |                                                    |  |

## Celebrazioni
Dal 18 maggio al 12 settembre 2014, in occasione del bicentenario della fine del Regno d'Italia, si sono svolte a Monza una serie di iniziative culturali per ricordare, attraverso la figura di Augusta Amalia di Baviera, Viceregina d'Italia, la presenza della Corte napoleonica a Monza Protagonisti anche siti maggiormente legati alla Viceregina: Villa Mirabellino, Teatrino di Corte e Cappella della Villa Reale di Monza. Il programma messo a punto da un team composto da Istituzioni e Associazioni con il supporto dei Consolati di Francia e di Germania per sottolineare l'influenza esercitata dalla corte francese sul compendio Villa Reale, Giardini e Parco e sullo sviluppo delle arti, ha visto l'alternarsi di episodi di diverso carattere culturale - conferenze e dibattiti con taglio storico, un'esposizione, momenti musicali, di danza e di teatro - su più giornate, ciascuna delle quali specificatamente dedicata ad alcuni di quei siti in cui la vita di corte si esprimeva in maggior misura e con più sfarzo.